# Achtung Russia

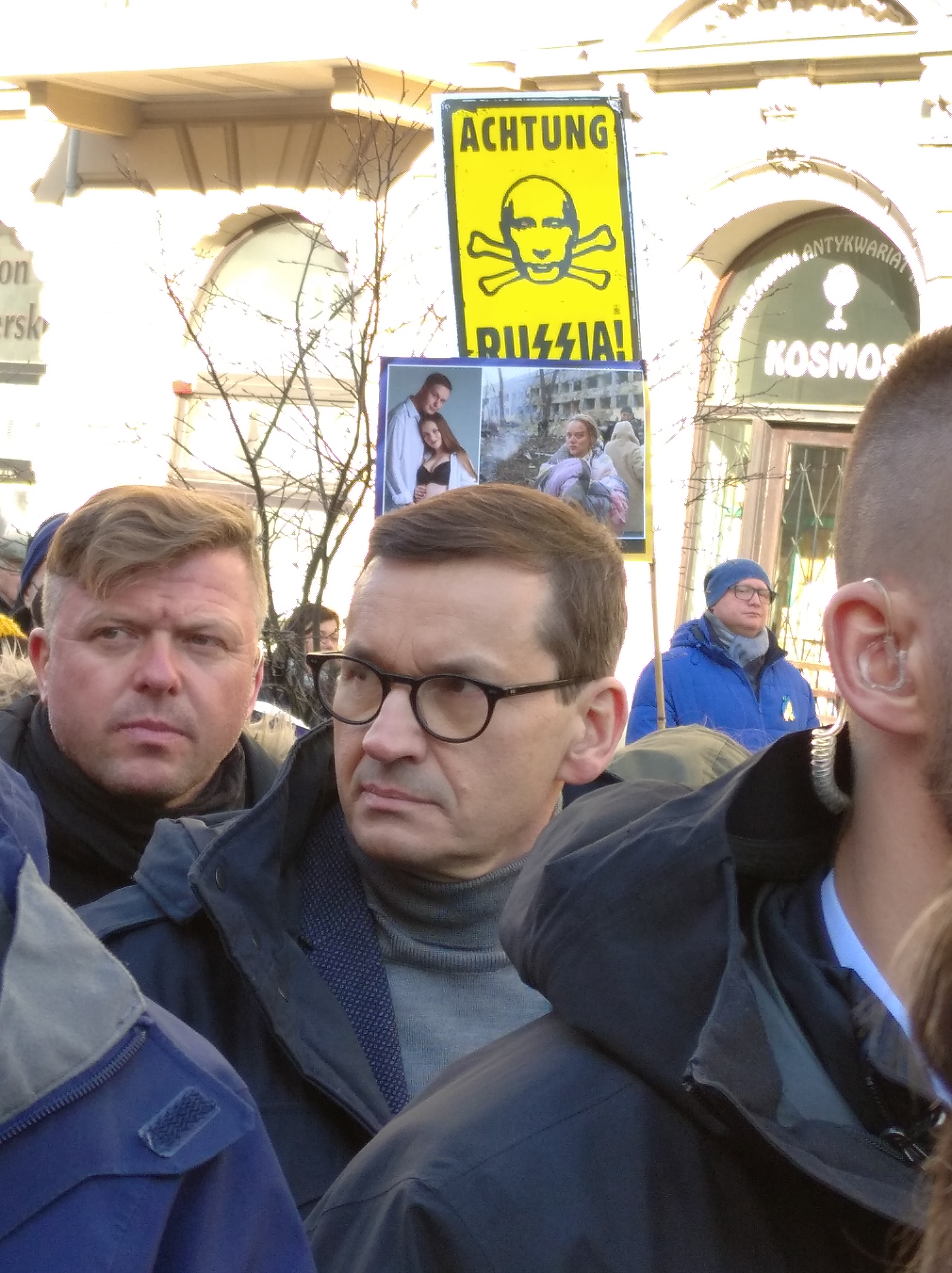
Premier Mateusz Morawiecki na tle plakatu Achtung Russia podczas marszu solidarności z Ukrainą w Warszawie w marcu 2022

Achtung Russia – plakat powstały w 2014 jako reakcja na aneksję Półwyspu Krymskiego przez Rosję. Zestawienie liter SS w słowie Russia graficznie nawiązuje do zbrojnych oddziałów niemieckiej nazistowskiej formacji paramilitarnej Schutzstaffel (SS). Podobizna Władimira Putina użyta jest jako totenkopf (trupia głowa) – czaszka na tle skrzyżowanych piszczeli, symbol używany współcześnie przez ruchy neonazistowskie.
Twórcą plakatu jest grafik, absolwent warszawskiej Akademii Sztuk Pięknych Wojciech Korkuć.
Plakat był eksponowany w Krakowie, jego autor został wezwany przez policję i przesłuchiwany, postawiono mu zarzut propagowania faszyzmu i totalitaryzmu (art. 256 kodeksu karnego). Pod wpływem reakcji mediów i petycji przygotowywanych przez organizacje pozarządowe prokuratura odstąpiła od oskarżenia autora.
W 2016 plakat pojawił się w głównych wiadomościach rosyjskiej telewizji Rossija 1.
W 2018 po ataku Rosji na ukraińskie statki na Morzu Azowskim plakat pojawił się w programie Minęła dwudziesta w Telewizji Polskiej. Wzbudziło to protest władz Rosji, polski ambasador w Moskwie został wezwany do złożenia wyjaśnień w rosyjskim ministerstwie spraw zagranicznych. W konsekwencji dziennikarz oraz wydawca programu zostali czasowo zawieszeni przez władze TVP i pozbawieni połowy pensji.
Wojciech Korkuć komentował to w taki sposób:
Jeżeli zostaną wyciągnięte jakieś konsekwencje w stosunku do redaktorów TVP Info, będziemy mieli wyraźnie wskazanie, w jakim kraju żyjemy, na co jest przyzwolenie. [...] To co robi od wielu lat Rosja, to zasługuje na pochwałę czy potępienie? [...]

Mój plakat to protest przeciwko bandyckim działaniom państwa rosyjskiego z Putinem na czele. Jeżeli ktoś potępia treść plakatu – to albo nic nie rozumie albo daje przyzwolenie na politykę Putina. [...] To jest protest przeciwko temu, co robi Putin z Rosją, Europą i światem.
Plakat był eksponowany w 2021-2022 na wystawie Sztuka polityczna w Centrum Sztuki Współczesnej Zamek Ujazdowski.
Po ataku Rosji na Ukrainę w polskim Sejmie jego wicemarszałek Małgorzata Gosiewska 24 lutego 2022 otworzyła obrady ubrana w koszulkę z grafiką z plakatu:

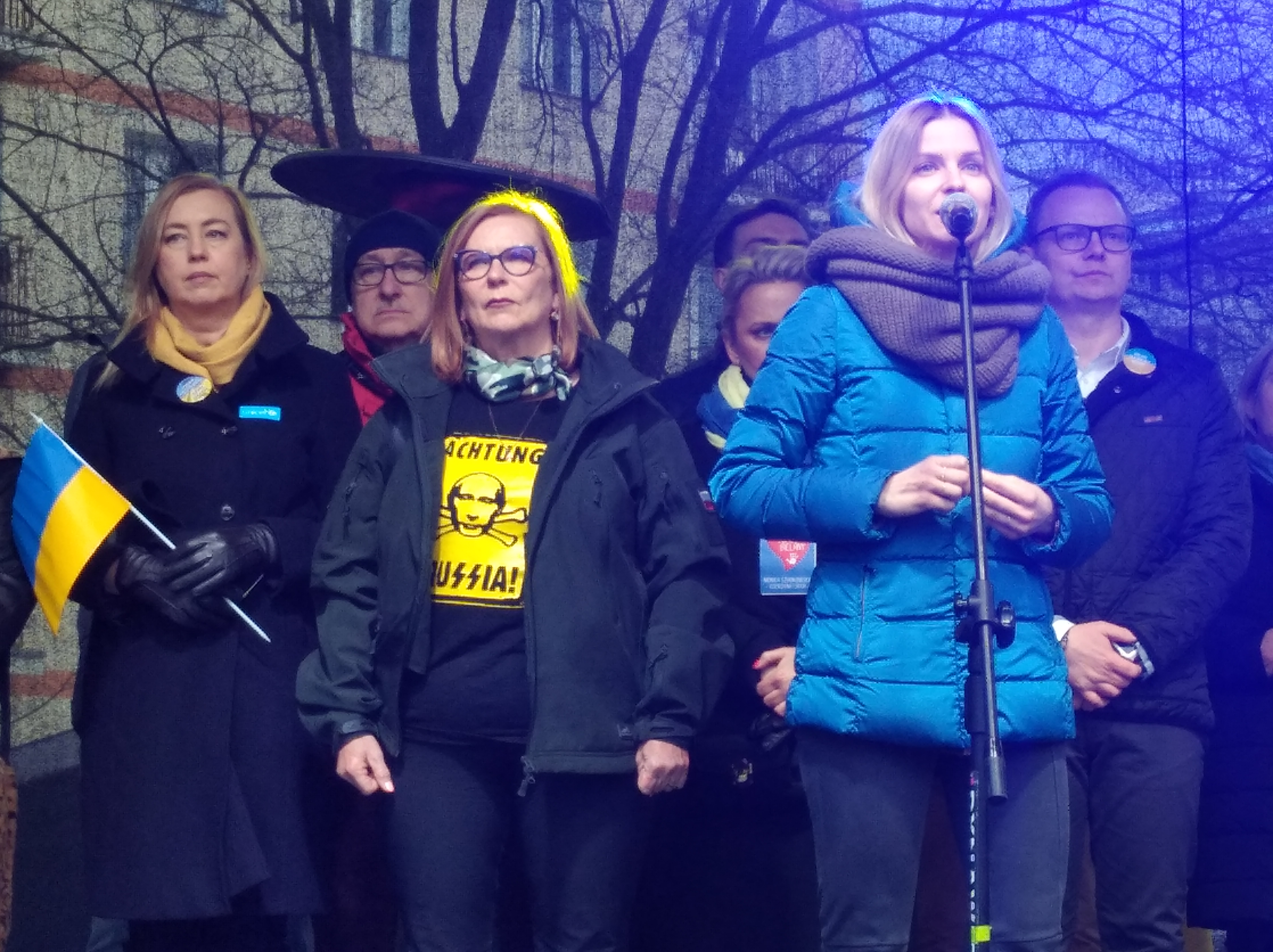
Wicemarszałek Małgorzata Gosiewska w koszulce z nadrukiem plakatu Achtung Russia

Na koszulce mam napis nieprzypadkowy „Achtung Rosja”. To bardzo znamienne, choć powinno być „Achtung Putin”, ponieważ to on chce skłócić naród rosyjski z demokratycznym światem, którego częścią jest Ukraina. [...] Jestem przekonana, że wyrażam opinię wszystkich tu zgromadzonych, mówiąc stanowcze „nie” agresywnym zapędom Putina. Putina mordercy, Putina terrorysty, Putina zbrodniarza. Niech żyje Ukraina! Jesteśmy z tobą, solidaryzujemy się! Ukraina! Precz z Putinem!
W kolejnych dniach plakat Achtung Russia w formie naklejki dołączono do tygodnika „Gazeta Polska”. Plakaty pojawiały się na antywojennych demonstracjach przeciwko agresji Rosji.